# 舞袖站
舞袖站（韓語：무수역）是朝鮮民主主義人民共和國咸镜北道富宁郡舞袖劳动者区的一個鐵路車站，属于茂山线。

## 邻近车站
茂山线
西上站 - 舞袖站 - 废茂山站